# Synanon
Synanon ist eine der ersten großen Selbsthilfeorganisationen von Drogenabhängigen. Sie wurde als „Synanon Incorporated“ 1958 von Charles E. Dederich in Santa Monica, Kalifornien, gegründet. Das Synanon-Konzept wurde in den folgenden Jahrzehnten beispielhaft für Einrichtungen der Drogenhilfe, wie etwa Daytop. In den USA entwickelte sich Synanon zur Sekte um Dederich, erklärte sich 1975 zur „Church of Synanon“, war in Bandenkriminalität verwickelt und stellte 1991 alle Aktivitäten ein. Die 1971 in Berlin entstandene Stiftung Synanon blieb dagegen weiterhin eine Selbsthilfeorganisation, die heute auch als Therapieeinrichtung staatlich anerkannt ist.

## Aufstieg und Niedergang
Dederich hatte seit 1956 Erfahrungen in Meetings der Anonymen Alkoholikern (AA) gesammelt, modifizierte und radikalisierte deren Konzept und wandte es auf Drogenabhängige an. Die Bezeichnung Synanon entstand aus einer Vermischung der Begriffe Symposium und Seminar und geht auf den Versprecher eines Teilnehmers in einer der ersten Gruppensitzungen zurück. Von den Anonymen Alkoholikern grenzte Dederich die neue Organisation bald ab: „Obwohl ich ihnen immer dankbar sein werde, weil sie mir persönlich geholfen haben, hat Synanon doch nichts mit den Anonymen Alkoholikern zu tun,- so wenig wie ein Ruderboot mit einem Flugzeug. Was wir haben, ist eine Wohngemeinschafts-Situation mit Familiencharakter. Worauf wir Wert legen, ist Selbstvertrauen, nicht Abhängigkeit von einem höheren Wesen.“
In einem alten Armeegebäude am Strand von Santa Monica lebten bald über hundert Drogenabhängige freiwillig drogenfrei. Durch Zeitungsberichte wurde die Fachwelt auf Dederichs Projekt aufmerksam. Der Psychiater Daniel Casriel lebte mehrere Monate lang in der Synanon-Gemeinschaft und veröffentlichte 1963 ein Buch über das neue Konzept und begann in New York mit dem Aufbau von Day Top Village. Auch der Kriminologe und Psychotherapeut Lewis Yablonsky nahm zeitweise am Synanon-Leben teil und verwertete seine Erfahrungen publizistisch.
Spätestens 1975, als die Organisation zur „Church of Synanon“ wurde, Dederich sich in selbstentworfene Priestergewänder kleidete und sich zum absoluten Herrscher über die Synanon-Gemeinschaft erhob, begann der Niedergang. Laut Spiegel hatte sich die Organisation in eine „terroristische Sekte“ verwandelt, „deren kahlgeschorene Mitglieder vor Mordanschlägen auf Missliebige nicht zurückschrecken.“ Der prominente Synanon-Gegner Paul Morantz wurde von einer Klapperschlange gebissen, die nach Entfernung der warnenden Klapper am Schlangen-Schwanz in seinem Briefkasten deponiert worden war.
Synanon stellte 1991 alle Aktivitäten in den USA ein.

## Synanon-Sozialstruktur
Yablonsky bezeichnete Synanon als „soziale Bewegung“ und als ein „Modell für konstruktiven Persönlichkeitswandel und soziale Veränderung“ und betonte die Integrationskraft der Gruppe für Menschen aus allen Altersschichten und Lebensbereichen, auch solchen, „die niemals Süchtige und Kriminelle waren.“ Solch starke Integrationskraft, darauf wies Hilarion Petzold hin, sei nicht unbedingt für die (Re-)Integration in die Gesellschaft geeignet. Synanon stelle als autarke Organisation für den Süchtigen „einen totalen Schutz- und Schonbezirk dar.“ Synanon habe eine eigene, klar gegliederte soziale Wirklichkeit, die sich als konsequentes System sozialer Ordnung darstelle. Synanon sei eine „permanente Insel für den Süchtigen“, andere Gruppierungen der Suchthilfe, wie Daytop, seien dagegen „Inseln auf Zeit“.